# Jan-Hendrik Becking
Jan-Hendrik Becking (* 9. Juni 1924 in Blora, Java, Indonesien; † 16. Januar 2009 in Wageningen, Niederlande) war ein niederländischer Biologe, Mikrobiologe, Pflanzenphysiologe und Ornithologe.

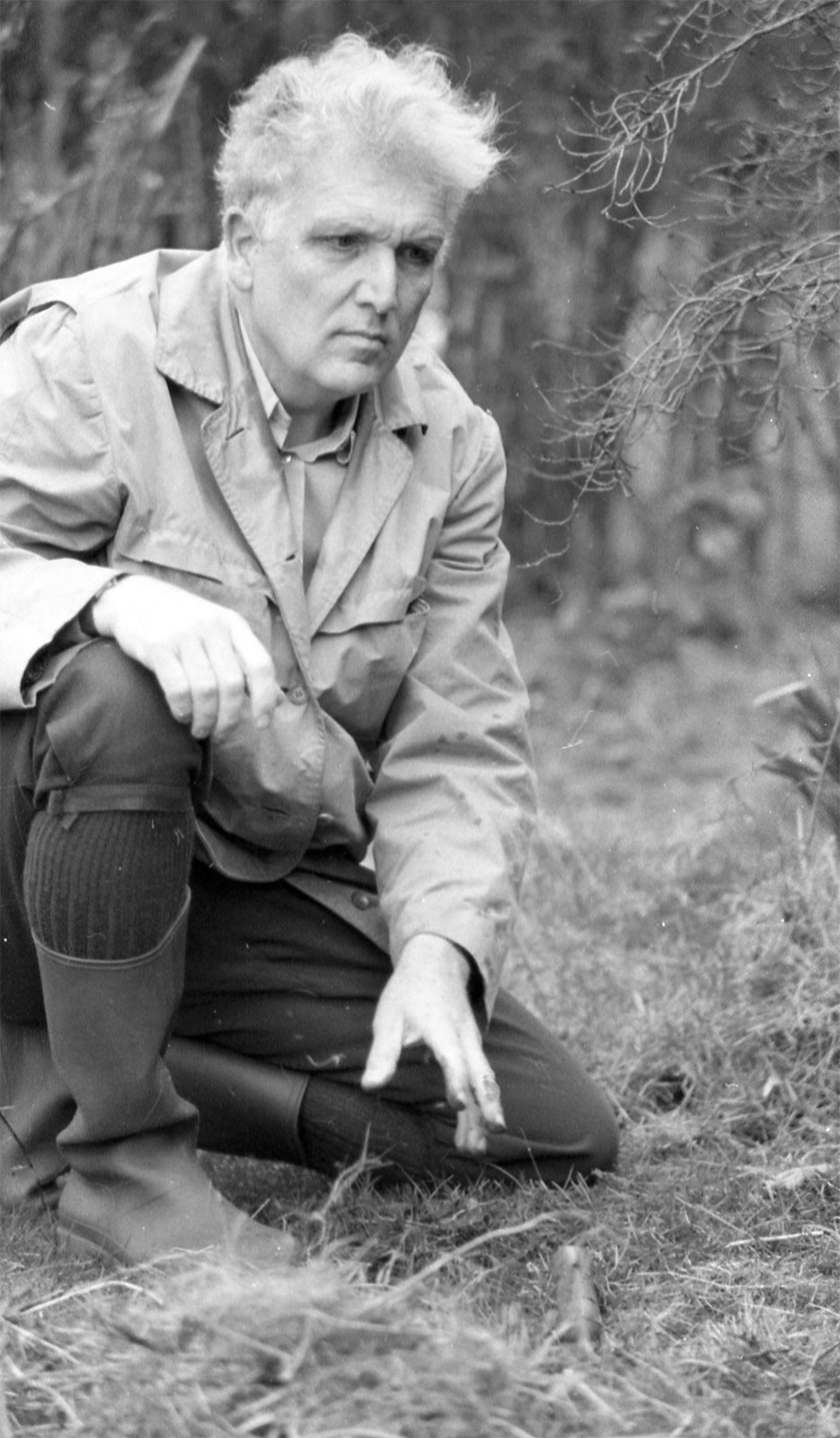
Jan-Hendrik Becking in Wageningen, 1974

## Leben
Jan-Hendrik Becking wurde als zweiter Sohn des Forstinspektors ("Inspecteur", später "Hoofdinspecteur, Hoofd van den Dienst van het Boschwezen in Nederlandsch-Indië") Johannes Hendrikus Becking geboren. Die Zeit bis zu seinem 21. Lebensjahr verbrachte er größtenteils auf Java, in der damaligen Kolonie Niederländisch-Indien; er erlebte dort auch den Krieg und die Japanische Besatzungszeit. Vermittelt durch Kontakte des Vaters kam er schon früh mit bekannten Zoologen und Ornithologen wie Hans Kooiman (1905–1989) und Max Bartels junior (1902–1943) zusammen. Max Bartels nahm Jan-Hendrik und dessen älteren Bruder Rudy (Rudolf Willem) oft mit auf Expeditionen in entlegene Naturgebiete auf Java. Im Zoologischen Museum Buitenzorg (Bogor) lernte er Tierpräparation bei P. F. Franck, durfte für das Museum sammeln und baute auch eine eigene Kollektion auf. Eine für ihn sehr wichtige Lehrstätte war die damals größte und best dokumentierte ornithologische Sammlung Javas, die Privatsammlung der Familie Bartels in Ciparay (W-Java), wo Jan-Hendrik schon als 17-Jähriger verantwortungsvolle Aufgaben (wie das Vermessen und Katalogisieren von Teilen der Kollektion) anvertraut wurden.
Nach dem Zweiten Weltkrieg studierte Becking an der Universität Leiden Biologie und promovierte 1956 mit der Dissertation „On the mechanism of ammonium ion uptake by maize roots“. Im gleichen Jahr heiratete er Katharina Priska Charlotte, Gräfin von Wallwitz (1926–2005), die ihm auch fachlich wichtige Unterstützung bot und ein Leben, fast ausschließlich der Forschung gewidmet, ermöglichte (Kinder: Albert Jan *1957, Priska Elisabeth (Priska) *1960, Katharina Sophia (Katja) *1964). Eine Anstellung an der TU Delft, unter seinem sehr verehrten Mentor Albert Jan Kluyver (1888–1956) kam durch den plötzlichen Tod Kluyvers nicht zustande. Becking entschied sich für das Institut für Mikrobiologie der "Landbouwhogeschool Wageningen" (1956–1966) und arbeitete anschließend am Euratom-ITAL (nahe Wageningen), einem dem Ministerium für Landwirtschaft und Euratom unterstellten Forschungsinstitut (1966–1989). Als Spezialist auf dem Gebiet der natürlichen Stickstoffbindung erwarb er international hohes Ansehen; mehrere seiner Publikationen erschienen in "Nature". 1965 wurde er für seine Arbeiten ausgezeichnet durch das Institut Pasteur (Paris), mit der Médaille Pasteur (Symposium "Microbiologie du sol", 1965). 
Ab 1971 reiste Becking regelmäßig nach Java, forschte über natürliche Stickstoffbindung in Reisfeldern (Mikroorganismen in der Wirtspflanze Azolla), griff aber auch die Ornithologie wieder auf. Entsprechend der ihm in Wageningen zur Verfügung stehenden Möglichkeiten befasste er sich mit der Mikrostruktur von Eierschalen, wandte Elektrophorese auf Ei-Albumine "schwieriger" Spezies an und konnte mit Hilfe solcher Methoden taxonomische Fragen auf eine neue Art lösen. Mittels Analyse von Sonagrammen von Vogelrufen gelang ihm die Bestätigung mancher Befunde auf nochmals andere Weise (Ibis 117, 1975; JBNHS 78, 1981). Er befasste sich eingehend mit verschiedenen asiatischen Kukucksarten, mit der unter Wasserfällen nistenden Schwalbe Collocalia Gigas (Ibis 113, 1971) sowie mit der Zwergohreule Otus Angelinae (BBOC 114, 1994). Für Campbells "A dictionary of Birds" (1985) schrieb er mehrere Beiträge; zusammen mit Claus König und Friedhelm Weick verfasste er ein Standardwerk über Eulen: Owls. A Guide to the Owls of the World (1999, 2. Ed. 2009). Eine Checklist der Vögel Javas blieb unvollendet, soll aber durch den Ornithologen Bas van Balen vervollständigt und publiziert werden. 
Wiederholt befasste sich Becking auch mit der Geschichte der Naturforschung in Niederländisch-Indien / Indonesien. Er schrieb eine Biographie über Henri Jacob Victor Sody (1892–1959), einem Pionier auf dem Gebiet der Zoologie und der Ornithologie, den er gut gekannt hatte, sammelte Material über eine ganze Reihe weiterer Naturforscher, die z. T. im Krieg umgekommen waren oder deren Arbeiten und Sammlungen durch die Umstände verstreut worden waren. Ein wichtiges Anliegen war ihm die Bearbeitung der Kollektion Bartels, begründet von Max Eduard Gottlieb Bartels (1871–1934), die zu großen Teilen den Krieg überstanden hat und im Naturhistorischen Museum in Leiden untergebracht wurde. Sie enthält viele äußerst seltene Spezies; die dazugehörigen, im Prinzip sehr detaillierten und aufschlussreichen Aufzeichnungen fehlen allerdings teilweise. Auch wurden Teile der Sammlung entfernt, bzw. entfremdet. Becking brachte Verstreutes über die Kollektion und die Familie Bartels wieder zusammen; die Aufzeichnungen sowie die Korrespondenz zwischen dem Vater M.E.G. Bartels und seinen Söhnen Max, Ernst und Hans, sowie mit Otto Finsch (Leiden), Erwin Stresemann (Berlin) und einer Anzahl weiterer Wissenschaftler, bilden ein umfangreiches Korpus, ein Schlüssel zur Lösung zumindest einiger offener Fragen rundum diese für die Ornithologie Javas so eminent wichtige Kollektion (Becking, BBOC 129, 2009). Die geplante Monographie zur Geschichte der Sammlung Bartels kam nicht mehr zustande. Das Material dazu sowie der größte Teil des übrigen Archivs Becking befindet sich heute (2011) im Zoologischen Museum Amsterdam. Beckings naturwissenschaftliche Sammlungen werden zu kleineren Teilen in den Museen Bogor und Leiden, zum größten Teil ebenfalls in Amsterdam aufbewahrt. Im Zuge einer Reorganisation der niederländischen naturhistorischen Kollektionen soll sämtliches Material schließlich in Leiden (Museum Naturalis) beisammen gebracht werden.

## Publikationen

### Mikrobiologie / Pflanzenphysiologie
- Kluyver, A.J. / J.H. Becking: Some observations on the nitrogen fixing bacteria of the genus Beijerinckia Derx. Annales Academiae Scientiarum Fennicae A II, 60, 1955, 367–380.
- On the mechanism of ammonium ion uptake by maize roots. Acta Botanica Neerlandica 5, 1956, 1–79.
- Nitrogen-fixing bacteria of the genus Beijerinckia in South African soils. Plant and Soil 11, 1959, 193–206.
- Studies on nitrogen-fixing bacteria of the genus Beijerinckia. I: Geographical and ecological distribution in soils. Plant and Soil 14, 1961, 49–81.
- Studies on nitrogen-fixing bacteria of the genus Beijerinckia. II: Mineral nutrition and resistance to high levels of certain elements in relation to soll type. Plant and Soil 14, 1961, 297–322.
- Molybdenum and symbiotic nitrogen fixation by alder (Alnus glutinosa Gaertn.), Nature 192, 1961, 1204–1205.
- A requirement of molybdenum for the symbiotic nitrogen-fixation in alder (Alnus glutinosa Gaertn.), Plant and Soil 15, 1961, 217–228.
- Species differences in molybdenum and vanadium requirements and combined nitrogen utilization by Azotobacteriaceae. Plant and Soil 16, 1962, 171–201.
- Nitrate reductase in cell-free extracts of Azotobacter. Plant and Soil 16, 1962, 202–213.
- An aerobic heterotrophic Spirillum fixing atmospheric nitrogen. 8th International Congress for Microbiology, Montreal, Canada, 1962: Abstr. B14.5.
- Fixation of molecular nitrogen by an aerobic Vibrio or Spirillum. Antonie van Leeuwenhoek, Journal of Microbiology and Serology, 29, 1963, 326.
- Moore, A.W. and J.H. Becking: Nitrogen fixation by Bacillus strains isolated from Nigerian Soils. Nature 198, 1963, 915–916.
- Becking, J.H., W. E. De Boer and A.L. Houwink: Electron microscopy of the endophyte of Alnus glutinosa. Antonie van Leeuwenhoek, Journal of Microbiology and Serology 30, 1964, 343–376.
- "In-vitro" cultivation of Alder root-nodule tissue containing the endophyte. Nature 207, 1965, 885–887.
- Nitrogen fixation and mycorrhiza in Podocarpus root nodules. Plant and Soil 23, 1965, 213–226.
- Interactions nutritionelles plantes-actinomycetes. Rapport General. Annales de l'Institut Pasteur 1966, Suppl III, 211–246.
- Mycorrhize de Podocarpus. Physiologie et morphologie. Annales de l'Institut Pasteur 1966, Suppl III, 295–302.
- The Alder (Alnus glutinosa) root-nodule syrnbiosis. 9th International Congress for Microbiology, Moscow, 1966, Section C2b (1967).
- Root-nodule rnycorrhiza of Podocarpus Mycorrhiza Research Working Group, Section 24, 14th IUFRO-Congress, München 4.–9. Sept. 1967, 158–171.
- Stikstofbinding. Natuur en Techniek, Natuurwetenschappelijk en Technisch Maandblad. Jaargang 2, Heerlen 1967, 1–11.
- Lopez, R. and J.H. Becking: Polysaccharide-production by Beijerinckia and Azotobacter. Microbiologia Espanola 21, 1968, 53–75.
- Nitrogen fixation by non-leguminous plants. Symposium "Nitrogen in Soil", Groningen, May 17–19, 1967, In: Stikstof, Dutch Nitrogen Fertilizer Review 12, 1968, 47–74.
- Plant-endophyte symbiosis in non-leguminous plants. 2nd Conference on Global impacts of Applied Microbiology, Addis Abeba, Ethiopia, November 5–11, 1967. Plant and Soil 32, 1970, 611–654.
- Frankiaceae fam. nov. (Actinomycetales) with one new combination and six new species of the genus Frankia Brunchorst 1886, 174. Journal of Syst. Bacteriology 20, 1970, 201–220.
- Biological nitrogen fixation and its economic significance. Panel: Recent developments in the use of 15 N in soil-plant studies, Sofia, Dec. 1969. In: Nitrogen-15 in soil-plant studies, Publ. International Atomic Energy Agency, Vienna 1971, 189–222.
- The physiological significance of the leaf nodules of Psychotria. Proc. Technical Meetings of Biological Nitrogen Fixation of the Int. Biol. Programme (Section PP-N). Prague and Wageningen, 1970. Plant and Soil, Special volume, 1971, p. 361–374.
- Symbiosen: Stickstoff-Bindung. Fortschritte der Botanik 34, Berlin 1972, 459-67.
- in: Bergeyls Manual of Determinative Bacter iology , 8th Edition, 1974: Keys of Families Azotobatceriaceae and Frankiaceae, pp 253, 256–261, 286, 288–289, 702–706, 871–872.
- Putative nitrogen fixation in other symbioses. In: The Biology of Nitrogen Fixation, ed. A. Quispel, North-Holland / Elsevier, Amsterdam 1974, 583–613.
- Nitrogen-fixing bacteria of the genus Beijerinckia. Soil Science 118, 1974, 196–212.
- Biological fixation of atmospheric nitrogen: Other systems. Global Impacts of Applied Microbiology, GIAM IV, Sao Paulo, Brazil, July 23–28, 1973. 421–460 (1974).
- Root nodules in Non-legumes. In: The Development and Function of Roots I. Third Cabot Symposium, Harvard Univ., Mass., U.S.A., April 8–12, 1974. Academic Press, 1975, 507–566.
- Nitrogen fixation in some natural ecosystems in Indonesia. In: Nitrogen Fixation and the Biosphere, International Synthesis Meeting, Intern. Biol. Programme, Section PP-N, Edinburgh 1973. Cambridge Univ. Press, 1976, 539–550.
- Contribution of plant-algal associations. International Symposium of N2 fixation, June 3–7, 1974. Pullman, Washington, U.S.A. organized by Charles F. Kettering Research Foundation, Yellow Springs, Ohio, 556–580 (1976).
- Actinomycete synbioses in non-legumes. International Symposium of N2 fixation, June 3–7, 1974. Pullman, Washington, U.S.A. organized by the Charles F. Kettering Research Foundation, Yellow Springs, Ohio, 581–591 (1976).
- Dinitrogen-fixing Associations in Higher Plants other than Legumes. In: A Treatise on Dinitrogen Fixation, Section III, Biology, Ch. 6, John Wiley & Sons 1977, 185–275.
- Endophyte and association establishment in non-leguminous nitrogen fixing plants, Proc. 2nd International Symposium on N2 fixation. Interdisciplinary Discussions, Salamanca, Spain, September 1976. In: Recent Developments in Nitrogen Fixation, Academic Press, 1977, 551–567.
- Beijerinckia in irrigated rice soils. Proc. International Symposium: Environmental Role of Nitrogen Fixing Blue-green Algae and Asymbiotic Bacteria, Uppsala, Sweden, September 1976. Ecol. Bull. Stockholm 26, 1978, 116–129.
- Ecology and physiological adaptations in some symbiotic bluegreen algae. Proc. International Symposium Environmental Role of Nitrogen-fixing Blue-green Algae and Asyrnbiotic Bacteria. Uppsala, Sweden, September 1976. Ecol. Bull. Stockholm 26, 1978, 282–293.
- Environmental requirements of Azolla for use in tropical rice production (Symposium September 18–21, 1978). In: Nitrogen and Rice, Publ. International Rice Research Institute, Los Banos, Laguna, Philippines 1979, 345–373.
- Root-nodule syrnbiosis between Rhizobiurn and Parasponia (ulmaceae). Plant and Soil. 51, 1979, 289–296.
- Nitrogen fixation by Rubus ellipticus J.E. Smith. Plant and Soil 53, 1979, 541–545.
- Becking, J.H. / Donze, M: Pigment distribution and nitrogen fixation in Anabaena azollae. Plant and Soil 61, 1981, 203–226.
- Nitrogen fixation in nodulated plants other than legumes. In: Advances in Agricultural Microbiology, Oxford & lBH Publ. Co., 1981.
- The Family Azotobacteriaceae. In: The Prokaryotes – a Handbook on Habitats, Isolation and Identification of Bacteria (Eds. M.P. Starr, H. Stolp, H.G. Trüper, A. Ballows, and H.G. Schlegel), Vol. 1, 1981, Chapter 66, 795–817.
- The Genus Frankia. In: The Prokaryotes – a Handbook on Habitats, Isolation and Identification of Bacteria (Eds. M.P. Starr, H. Stolp, H.G. Trüper, A. Ballows, and H.G. Schlegel), Vol. 2, 1981, Chapter 152, 1991–2003.
- Bond, G. & Root nodules in the genus Colletia. New Phytologist 90, 1987, 57–65.
- Azospirillum lipoferum – A reappraisal. Workshop Azospirillum. In: Azospirillum – Genetics, Physiology, Ecology (Ed. W. Klingmüller). Experientia Supplementum vol. 42, Basel 1982, 130–149.
- Nitrogen fixation in nodulated plants other than Legumes. In: Advances in Agricultural Microbiology (Ed. K.S. Subba Rao), Oxford & IBH Publ. Comp, New Delhi 1982, 89–110.
- N2-fixing tropical non-legumes. In: Microbiology of Tropical Soils and Plant Productivity (Eds. Y.R Dommergues, H.G. Diem), Martinus Nijhoff / Dr. W. Junk Publ. 1982, 109–146.
- The Parasponia parviflora – Rhizobium symbiosis. Host specificity, growth and nitrogen fixation under various condit ions. Plant and Soil 75, 1983, 309–342.
- The Paraspornia parviflora – Rhizobium symbiosis. Isotopic nitrogen fixation, hydrogen evolution and nitrogen-fixation efficiency, and oxygen relations. Plant and Soil 75, 1983, 343–360.
- Sexual reproduction of Azolla species. In: The role of isotopes in studies on nitrogen fixation and nitrogen cycling by blue-green algae and the Azolla-Anabaena azoilae association. Technical Document, International Atomic Energy Agency 1985, 53–61.
- Identification of the endophyte of Dryas and Rubus (Rosaceae). Plant and Soil 78, 1984, 105–128.
- Pleomorphism in Azospirillum. In: Azospirillum III : Genetics, Physiology, Ecology. Proceedings of the 3rd Bayreuth Azospirillum Workshop, Ed. W. Klingmüller. Springer, Berlin / Heidelberg 1985, 243–262.
- Endophyte transmission and activity in the Anabaena-Azolla association. Plant and Soil 100, 1987, 183–212.
- The structure and ultra-structure of the Anabaena-Azolla symbiosis. In: Past, present and future of electron microscopy in agricultural research. Ed. A. Boekestein. Dienst Landbouwkundig Onderzoek, Technische en Fysische Dienst voor de Landbouw. Wageningen 1991, 17–29.
- The Rhizobium symbiosis of the Non-legume Parasponia. In: Biological Nlitrogen Fixation. Eds. G. Stacey, R. H. Burris & H. J. Evans, Chapman and Hall, New York/London 1992, 497–559.
- Chapter 110: The Genus Beijerinckia. In: The Prokaryotes: A Handbook on the Biology of Bacteria: Ecophysiology, Isolation, Identification, Applications. 2nd ed., 1992, Vol. III (Eds. A. Balows, H.G. Trüper, M. Dworkin, W. Harder, K.H. Schleifer), 2254–2267.
- Chapter 135: The genus Derxia. In: The Prokaryotes: A Handbook on the Biology of Bacteria: Ecophysiology, Isolation, Identification, Applications. 2nd ed., 1992, Vol. III (Eds. A. Balows, H.G. Trüper, M. Dworkin, W. Harder, K.H. Schleifer), 2605 – 2611.
- Chapter 165: The Family Azotobacteraceae. In: The Prokaryotes: A Handbook on the Biology of Bacteria: Ecophysiology, Isolation, Identification, Applications. 2nd ed., 1992, Vol. IV (Eds. A. Balows, H.G. Trüper, M. Dworkin, W. Harder, K.H. Schleifer), 3144–3170.

### Ornithologie
- Breeding of CollocalIa gigas. The Ibis 113, 1971, p. 330–334.
- Ultra-structure of the avian eggshell. Proceedings of the 15th International Ornithologists' Congress, The Hague, 1970. E. J. Brill, Leiden 1972, p. 544–545.
- The ultra-structure of the Avian eggshell. The Ibis 117, 1975, p. 143–151.
- New evidence of the specific affinity of Cuculus lepidus Müller. The Ibis 117, 1975, p. 275–284.
- mit Wells, D. R.: VocalIzations and status of Little and Himalayan Cuckoos, Cuculus poliocephalus and Cuculus saturatus, In Southeast Asia. The Ibis 117, 1975, p. 366–371.
- Feeding range of Sula abbotti at the coast oif Java. The Ibis 118, 1976, p. 589–590.
- The Dove Prion Pachyptila desolata at the coast of Java (Notes on Sea-Birds 55), Ardea 64, 1976, p. 85–87.
- Electron micrograph of a Pore in an eggshell. In: Rahn, H., Ar, A. & Paganelli, C. V.: How Bird Eggs Breathe. Scientific American 240 (2), 1979, p. 46–55.
- Notes on the breeding of Indian Cuckoos. Journal of the Bombay Nat. Hist. Soc. 78, 1981, p. 201–231.
- in: A Dictionary of Birds, eds. B. Campbell & E. Lack 1985 (670 pp.): Brood-Parasitism (Becking, J. H. & D. W. Snow): p. 67–70; Edible Nests: p. 172–173; Ultrarastructure of Eggshells: p. 177–178; Swiftlet: p. 574 – 575.
- The taxonomic status of the Madagascar Cuckoo Cuculus (poliocephalus) rochii and its occurrence On the African mainland, including southern Africa. Bulletin of the British Ornithologists' Club 108 (4), 1988, p. 195–206.
- On the biology and voice of the Javan Scops Owl Otus angelinae. Bulletin of the British Ornithologists' Club 144 (4), 1994, p. 211–224.
- mit König, C., Weick, F.: Owls. A Guide to the Owls of the World. Pica Press, Sussex, U. K., 1999 (462 pp.)
- mit König, C., Weick, F.: Owls of the World. Christopher Helm / A & C Black, 2009 (528 pp.)
- Notes on Waterfall Swift Hydrochous gigas: I. Occurrence and nesting. Becking, J. H.: Notes on Waterfall Swift Hydrochous gigas: II. Nestling plumage and phylogenetic relationships. Bulletin of the British Ornithologists' Club 126, 2006, p. 117–126.
- The Bartels and other egg collections from the island of Java, Indonesia, with corrections to earlier publications of A. Hoogerwerf. Bulletin of the British Ornithologists' Club 129 (1), 2009, p. 18–48.

### Geschichtliches
- Henri Jacob Victor Sody (1892 – 1959). His Life and Work. A Biographical and Bibliographical Study. E.J. Brill, Leiden, 1989 (272 pp.)
- Een begenadigd leermeester. Hommage aan de natuuronderzoeker en mens Prof. Dr. Leendert van der Pijl. In: Moesson, Jg. 34, No. 20, 1990, p. 20–24
- In Memoriam: J. G. Kooiman (1905–1989), in: Limosa 65 (1992) 4, p. 176–177.
- Een beter geschenk voor Indonesië (Zoologisch Museum Bogor). NRC Handelsblad: Wetenschap en Onderwijs, 20. Juli 1995.
- In Memory of Hans Bartels (1906–1997), In: Ardea 89 (2), 2001, p. 420–425.